# NK Promina Oklaj
Nogometni klub Promina Oklaj, odnosno Promina, je bio nogometni klub iz Oklaja, općina Promina, Šibensko-kninska županija. 

## O klubu
Na području prominskih sela nogomet je bio najpopularniji šport, te uz različite utakmice su organizirana i natjecanja seoskih momčadi za prvaka Promine. U sezoni 1957./58. je DOŠK iz Drniša odigrao utakmicu protiv neformalne momčadi Promine u Oklaju. Promina je dobila susret 1:0. 
 
Dugo se javljala želja i potreba za osnivanjem nogometnog kluba koji bi sudjelovao u redovnim natjecanjima. To je ostvareno 5. ožujka 1969. godine, a Nogometni klub "Promina" je službeno registriran 14. ožujka 1969. godine u Nogometnom savezu Šibenik. Klub se natjecao u Šibenskoj nogometnoj ligi (Općinskoj ligi Šibenik). Zbog rasipanja broja igrača, klub je tijekom 1970.-ih prestao s radom.

## Uspjesi
Općinska liga Šibenik (Šibenska nogometna liga)
- drugo mjesto: 1969./70.

## Poveznice
- Oklaj
- Općina Promina
- Promina